# Kobylá nad Vidnavkou
Kobylá nad Vidnavkou (in tedesco Jungferndorf) è un comune della Repubblica Ceca facente parte del distretto di Jeseník, nella regione di Olomouc.